# El procés de la civilització
El procés de la civilització és un llibre del sociòleg alemany Norbert Elias. Es tracta d'una de les obres més importants d'aquesta disciplina, així com el text més conegut de l'autor. Va ser publicat per primer cop en forma de dos volums l'any 1939 amb el títol alemany Über den Prozeß der Zivilisation. A causa de l'esclat de la Segona Guerra Mundial, a l'època gairebé no va gaudir de ressò, però la seva segona edició l'any 1969 juntament amb la seva traducció a l'anglès el va convertir en un llibre de molta popularitat. Aquesta obra va donar empenta al terme "procés de la civilització", també conegut sota la forma de "procés civilitzatori", i s'ocupa de la història del continent europeu de l'any 800 al 1900. Es tracta de la primera anàlisi formal i teoria de la civilització.
Aquest llibre avui en dia és considerat com l'obra fundacional de la sociologia figuracional. L'any 1998 l'Associació Sociològica Internacional el va llistar com setena obra més influent d'aquest camp de les ciències humanes escrita durant el segle xx.

## Temes
El primer volum, La història de les maneres, abasta els desenvolupaments històrics de l'habitus (o "segona natura") dels habitants d'Europa, és a dir, les estructures psíquiques particulars individuals marcades per les actituds socials d'un entorn concret. Elias investiga com els estàndards post-medievals d'Europa en temes com a violència, comportament sexual, funcions fisiològiques, etiqueta a la taula i patrons de parla s'anaven transformant entorn a nous codis, llindars de vergonya i fàstic, que s'anaven estenent des d'un nucli històrico-social que en primer lloc havia existit com a etiqueta de la cort. Aquesta internalització de l'auto-control, imposada per xarxes cada cop més complexes de connexions socials, foren clau en el desenvolupament històric de l'auto-percepció "psicològica" que en el cas de la teoria de Sigmund Freud correspon al superjò.
El segon volum, La formació de l'Estat i la Civilització, s'endinsa en les causes d'aquests processos i les troba en l'augment de centralització imposada per l'Estat de la primera modernitat i els canvis a la xarxa social, cada cop amb més diferenciacions i interconnexions.
- Avenç de la vergonya: més accions d'un mateix són causa de por.
- Augment del llindar dels escrúpols: més actes dels altres produeixen temor.
- "Psicologització": increment de la facultat de comprendre situacions que tenen lloc entre altres persones.
- "Racionalització": increment de la capacitat d'anticipar les conseqüències de les pròpies accions envers cada cop més enllà en la cadena causal.

Aquests canvis culturals es reflecteixen en tots i cadascun dels àmbits del comportament, incloent-hi:
- La tendència envers la violència mostra un descens gradual.
- La sexualitat cada cop és més fermament controlada, a la vegada que reprimida i esdevinguda tabú.
- El menjar i la beguda: més disciplina però també refinament en les formes (per exemple, amb la diferenciació creixent dels estris de taula)
- Les funcions fisiològiques progressivament es converteixen en tabú i van sent amagades de la vista dels altres.

## Recepció
A finals de la dècada de 1960, quan Elias va poder arribar a un públic més ampli, en primer lloc es va malentendre la seva anàlisi del procés com una ampliació del darwinisme social, una teoria desacreditada. La idea de progrés "cap a dalt" semblava història consecutiva més que no pas una metàfora entorn al procés social. Aviat, però, es va esclarir que Elias no cercava una definició de "superioritat" moral en la seva anàlisi, sinó que parla de la reestructuració i canvis en el comportament en la història una europea, un procés que els seus mateixos protagonistes havien definit com a civilització. El propòsit d'Elias era el d'analitzar aquest concepte i procés anomenat civilització, tot fent recerca sobre els seus orígens, patrons i mètodes.
L'antropòleg cultural Hans Peter Duerr en va fer una crítica en forma de llibre de cinc volums Der Mythos vom Zivilisationsprzeß (1988-2002), recalcant que existeixen moltes formes de restricció i regulacions a la cultura europea i que ja se'n podien trobar molt abans del període medieval. Elias i els defensors de la seva teoria van respondre que ell mai no havia intentat dir que les regulacions socials o que l'auto-control psicològic fossin institucions úniques de la modernitat occidental, sinó que històricament la cultura occidental havia desenvolupat institucions rígides que, de forma particularment sofisticada, concisa i completa, il·lustraven aquest procés, com es pot veure en p rocessos com la gran divergència.